# 정웅남
정웅남(鄭雄男, 1951년~)은 재일 한국인 조경가이다.

## 수상
- 1991년, 상환경 디자인상(공동)[1]

- 1996년, 「트윈필즈의 워터 가든」에서 일본 조원 컨설턴트 협회상[2]
- 2000년, '트윈필즈' '도큐 드엘 프레스티지 등등 카'에서 일본 조원 학회 조원 작품 선발 2000 입선[3]

- 2004년 도요스 ‘캐널 워프 타워즈’에서 일본 조원 학회 조원 작품 선발 2004 입선[3]
- 2008년, 「반지 조각 정원 미술관」에서 일본 조원 학회 조원 작품 선발 2008 입선[4]